# Stabsunteroffizier
Stabsunteroffizier är en tjänstegrad inom Bundeswehr. I svenska försvarsmakten är motsvarande tjänstegrader furir och överfurir.

## Bundeswehr
I Bundeswehr är Stabsunteroffizier en underofficersgrad över Unteroffizier och under Feldwebel. På grund av att de tillhör underofficerarna utan portepé kan Stabsunteroffiziere ge order till soldater från manskapet, på grundval av § 4 ("Vorgesetztenverordnung").
Stabsunteroffiziere tjänstgör till exempel som stabsassistenter, instruktörer eller gruppbefäl.
Soldater och reservister i underofficerarnas karriärvägar kan utnämnas till Stabsunteroffizier 24 månader efter att de har tillträtt Bundeswehr och tidigast 12 månader efter att de har utnämnts till Stabsunteroffizier eller redan har en lämplig utbildning.